# チャールズ・ブラウンロー (第2代ラーガン男爵)
第2代ラーガン男爵チャールズ・ブラウンロー（英語: Charles Brownlow, 2nd Baron Lurgan KP、1831年4月10日 – 1882年1月15日）は、アイルランド貴族。自由党に属し、1869年から1874年まで侍従たる議員を務めた。グレイハウンドのマスター・マクグラスの所有者として知られる。

## 生涯
初代ラーガン男爵チャールズ・ブラウンローと2人目の妻ジェーン（Jane、旧姓マクニール（Macneill）、1803年ごろ – 1878年1月6日、ロデリック・マクニールの娘）の息子として、1831年4月10日にイートン・プレース（Eaton Place）で生まれた。1841年ごろから1846年までイートン・カレッジで教育を受けた。
1847年11月5日、エンサイン（歩兵少尉）への辞令を購入し、第43歩兵連隊に配属された。1849年12月11日に第76歩兵連隊に転じ、1850年3月8日に第16歩兵連隊に転じ、同年3月15日に第26歩兵連隊に転じた後、1852年1月に軍務から引退した。
1852年5月14日、アーマー県の副統監に任命された。1864年3月31日、聖パトリック勲章を授与された。同年7月9日、アーマー統監に任命され、1882年に死去するまで務めた。ほかにもダウン県の治安判事と副統監を務めた。
自由党に属し、第1次グラッドストン内閣期の1869年1月27日に侍従たる議員に任命され、1874年3月に辞任した。
1876年時点でアーマー県に15,166エーカーの、ダウン県に110エーカーの領地を所有し、合計で年収20,589ポンド相当だった。
馬主であり、所有馬を競馬レースに出したほか、グレイハウンドを飼ったことで知られる。特にマスター・マクグラス（1871年12月没）が一番有名であり、生涯60回出走して59回優勝したという記録を打ち立て、1868年、1869年、1871年のウォータールー・カップで優勝した。
7年間の麻痺を経て、1882年1月15日にブライトンで死去、息子ウィリアムが爵位を継承した。

## 家族
1853年6月20日、エミリー・アン・ブラウン（Emily Anne Browne、1833年3月14日 – 1923年9月29日、第3代キルメイン男爵ジョン・キャヴェンディッシュ・ブラウンの娘）と結婚、4男6女をもうけた。
- メアリー・エミリー・ジェーン（1854年4月30日[15] – 1917年2月6日） - 生涯未婚[16]
- クララ・アグネス（1855年7月13日[15] – 1942年12月6日） - 1887年10月24日、ジョージ・デナム＝クックス（George Denham-Cookes、1897年4月4日没）と結婚、子供あり[16]
- チャールズ（1856年10月21日 – 1857年2月14日[15]）
- ウィリアム（英語版）（1858年2月11日 – 1937年2月9日） - 第3代ラーガン男爵[16]
- ルイーザ・ヘレン（Louisa Helene、1861年10月19日[15] – 1922年12月5日） - 1887年10月19日、第5代準男爵サー・ジョシュア・テルソン・ローリー（1931年4月23日没）と結婚、子供あり[16]
- イザベラ・アンナ（1864年12月11日[15] – 1935年3月13日） - 1889年7月18日、アベル・ヘンリー・スミス（Abel Henry Smith、1930年11月10日没）と結婚、子供あり[16]
- ジョン・ロデリック（1865年11月26日 – 1932年8月6日[16]）
- クレメンティナ・ジョージアナ（Clementina Georgiana、1868年1月13日[15] – 1929年9月1日） - 1888年7月26日、エドワード・ヘンリー・ロイド（Edward Henry Loyd、1938年11月4日没）と結婚、子供あり[16]
- フランシス・セシル（1870年11月22日 – 1932年12月21日） - 1909年7月21日、アンジェラ・プラット（Angela Platt、1973年没、サミュエル・ラドクリフ・プラットの娘[17]）と結婚、子供あり[16]
- エメリン・ハリエット・アネット（Emmeline Harriet Annette、1874年3月14日[15] – 1957年8月21日[16]）